# Фуша-Аръз
Фуша-Аръз (на албански: Fushë-Arrëz) e град в Албания. Населението му е 2513 жители (2011 г.). Намира се в часова зона UTC+1. Пощенският му код е 4402, а телефонния 0271. МПС кодът му е PU.